# Diplomatisk mission
En diplomatisk mission er et lands udsendte repræsentation til en international organisation, f.eks. FN, EU, OECD og OSCE. Efter forskellig praksis ved organisationerne betegnes missionerne mission, delegation eller repræsentation.
Missionen ledes af en udsendt embedsmand med rang og titel af ambassadør.
Missionen har til opgave at varetage udsenderstatens interesser ved organisationen.